# Момер
Моме́р (фр. Momères, окс. Momeras) — коммуна во Франции, находится в регионе Юг — Пиренеи. Департамент — Верхние Пиренеи. Входит в состав кантона Лалубер. Округ коммуны — Тарб.
Код INSEE коммуны — 65313.

## География
Коммуна расположена приблизительно в 660 км к югу от Парижа, в 120 км юго-западнее Тулузы, в 6 км к югу от Тарба.
Коммуна расположена в местности Бигорр. На востоке коммуны протекает река Адур.

## Климат
Климат умеренно-океанический с солнечной тёплой погодой и обильными осадками на протяжении практически всего года.

## Население
Население коммуны на 2010 год составляло 661 человек.
| 1962 | 1968 | 1975 | 1982 | 1990 | 1999 | 2010 |
| ---- | ---- | ---- | ---- | ---- | ---- | ---- |
| 392  | 471  | 510  | 517  | 535  | 587  | 661  |

## Администрация
| Период | Период | Фамилия       | Партия | Примечания |
| ------ | ------ | ------------- | ------ | ---------- |
| 2008   | 2020   | Жан-Мари Тапи |        |            |

## Экономика
В 2010 году среди 428 человек трудоспособного возраста (15-64 лет) 316 были экономически активными, 112 — неактивными (показатель активности — 73,8 %, в 1999 году было 70,9 %). Из 316 активных жителей работали 291 человек (149 мужчин и 142 женщины), безработных было 25 (18 мужчин и 7 женщин). Среди 112 неактивных 53 человека были учениками или студентами, 35 — пенсионерами, 24 были неактивными по другим причинам.

## Достопримечательности
- Церковь Св. Кристофера (XVII—XVIII века)

## Фотогалерея

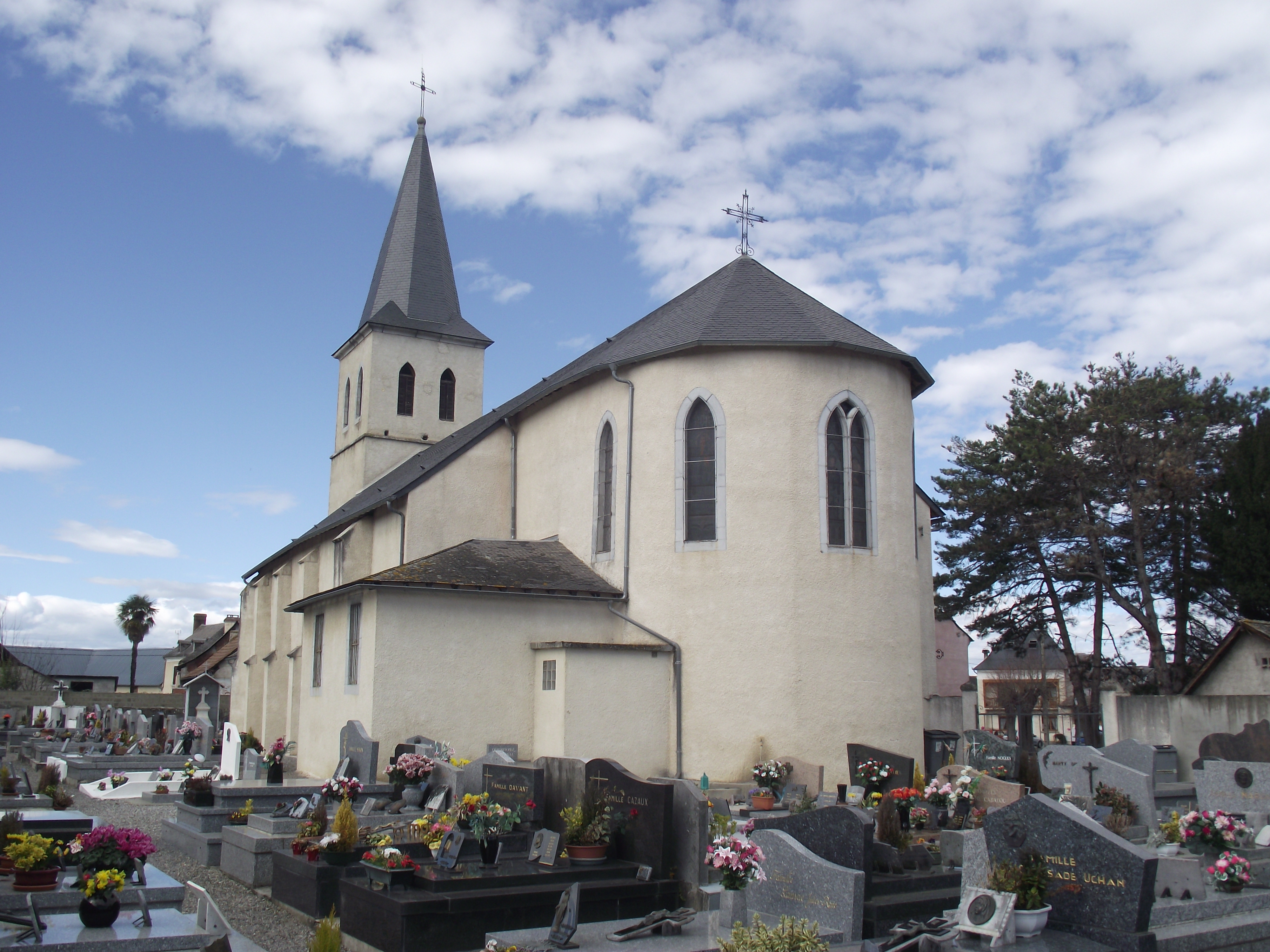
Церковь Св. Кристофера
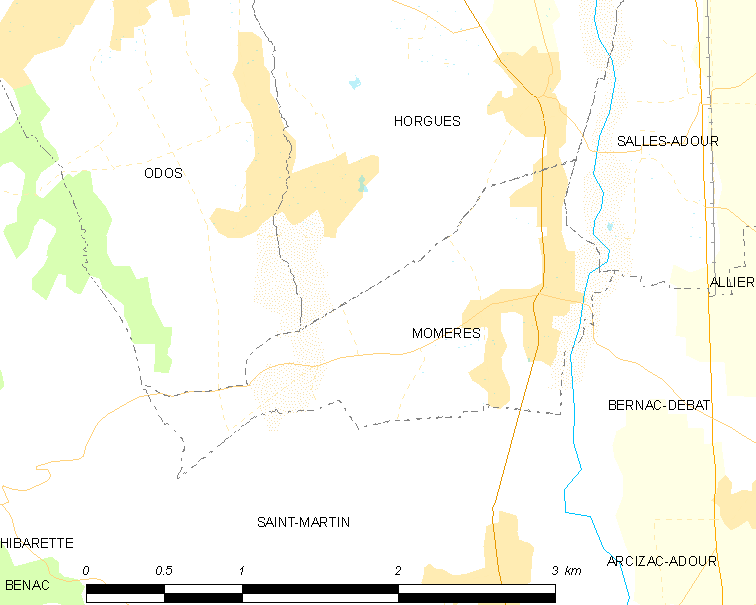
Карта коммуны